# Fristaten Anhalt
Fristaten Anhalt var ett förbundsland i Weimarrepubliken som bildades ur hertigdömet Anhalt 1918. Staten upplöstes formellt efter Tysklands nederlag i andra världskriget 1945, då den uppgick i den sovjetiska ockupationszonen och ingick sedan i det nybildade östtyska förbundslandet Sachsen-Anhalt.

## Historia
Under Joachim Ernst av Anhalt utbröt revolution i Anhalt, varunder hans farbroder och förmyndare Aribert 12 november 1918 på brorsonens vägnar avsade sig tronen och Anhalt blev republik. Den på tre år valda lantdagen (36 ledamöter) utsåg medlemmarna (fem, högst sju) av regeringen (Staatsrat).

## Ministerpresidenter
- 1918–1919: Wolfgang Heine (SPD)
- 1919–1924: Heinrich Deist (SPD)
- 1924–1924: Willy Knorr (DNVP)
- 1924–1932: Heinrich Deist (SPD)
- 1932–1940: Alfred Freyberg (NSDAP)
- 1940–1945: Rudolf Jordan (NSDAP)

## Riksståthållare
- 1933–1935: Wilhelm Loeper
- 1935–1937: Fritz Sauckel
- 1937–1945: Rudolf Jordan (NSDAP)

## Källa
Den här artikeln är helt eller delvis baserad på material från Nordisk familjebok, Anhalt, 1904–1926.